# Deinopis reticulata
Deinopis reticulata là một loài nhện trong họ Deinopidae.
Loài này thuộc chi Deinopis. Deinopis reticulata được miêu tả năm 1899 bởi William Joseph Rainbow.